# Zalozî, Jovkva
Zalozî (în ucraineană Залози) este un sat în comuna Liubelea din raionul Jovkva, regiunea Liov, Ucraina.

## Demografie
Componența lingvistică a localității Zalozî
     Ucraineană (100%)
Conform recensământului din 2001, toată populația localității Zalozî era vorbitoare de ucraineană (100%).